# Central de ciclo combinado de San Roque
La central de ciclo combinado de San Roque es una instalación termoeléctrica de ciclo combinado situada en el polígono de Guadarranque, en el término municipal de San Roque, en Cádiz (España). Consta de 2 grupos térmicos de 425 MW, que utilizan el gas natural como combustible, y que suman una potencia eléctrica de 850 MW. Uno de los grupos es propiedad de Endesa, y el otro de Naturgy, empresas que comparten al 50 % la titularidad de la instalación.

## Historia
El 17 de abril de 2002 se produjo la primera energización del trafo de la central. A su vez, la primera ignización de la turbina de gas tuvo lugar el 9 de mayo de 2002.
Esta central está dotada de técnicas avanzadas que le permiten reducir de manera significativa su impacto medioambiental, obtener un elevado rendimiento energético –gracias a las turbinas de gas con cámara de combustión secuencial- y disponer de una adecuada flexibilidad de operación.
En 2003 recibió por parte de AENOR el certificado de gestión medioambiental ISO 14001, que acredita que sus actividades se realizan de forma respetuosa con el medio ambiente.